# 圣弗拉维娅
圣弗拉维娅（義大利語：Santa Flavia）是意大利西西里大区巴勒莫广域市的一个市镇。总面积14平方公里，人口10802人，人口密度771.6人/平方公里（2009年）。ISTAT代码为082067。